# 현재덕
현재덕(玄在德, 1912년 2월 22일~몰년(1950년 10월 초순 당시 월북 이후 생사 여부 시기 불분명 및 1954년? 이후부터 행방 묘연) 미상)은 일제 시대와 북의 작가·미술가이며, 본은 연주(延州)이고, 일제 시대 경성 생으로, 현덕 작가의 막내 친아우이며, 직계 가계로는 1950년 사변 당시 월북하면서 서울에 남긴, 아내와 외동딸이 있었다.

## 생애
경성부 태생으로, ‘노마’ 시리즈로 유명한 아동문학가 현덕(본명 현경윤)의 친동생이다. 현덕과 함께 어린이를 위한 문학, 미술에 관심을 가진 그는, 건강이 좋지 않은 형(현덕)을 대신하여 《소년조선일보》의 동화 연재를 이어 받는 등 일제강점기부터 활발한 활동을 했다.
안회남이 친구인 김유정에 대해 적은 글에는 김유정이 사망하기 직전에 마지막으로 만날 때 현덕, 현재덕 형제와 함께 세 사람이 배웅했다는 내용이 나오며, 임화가 서정주에게 보낸 편지에 현덕, 현재덕 등의 두 작가 형제가 서울 동대문구 회기동 이웃에 살고 있다는 내용이 언급 및 거론이 되는 등 당대 문필가들과 교류한 흔적이 있다.
광복 후 좌익 미술인 단체인 조선미술동맹의 아동미술분과와 동지사아동원에 가담했다. 동지사아동원에서는 필명이 '박두루미'인 박인범과 함께 어린이들 대상의 구연 동화 활동을 했다. 한국 전쟁 기간 중 현덕과 함께 어머니를 모시고 월북했으며, 서울에는 부인과 딸을 남겨두었다. 조선민주주의인민공화국에서는 아무리 적어도 1954년까지는 아동문학가로 일했다는 사실만 단편적으로 전해졌을 뿐, 활동상에 대해서 거의 알려져 있지 않다.
일제강점기 말기에 친일 잡지 《신시대》에 표지화와 삽화, 만화를 게재하는 등 친일 활동을 한 기록이 남아 있다. 대표 작품으로는 임전대책협력회의 전시 채권 판매를 선전하는 만화 《채권보국대》, 《채권가두유격대》, 애국반의 저축 채권 판매, 폐품 회수를 비롯한 전시 동원 체제의 물자 절약 정책을 강조하고 '국민개로정신'(國民皆勞精神)에 입각한 '근로보국'(勤勞報國) 정책을 선전하는 만화 《명랑애국반》이 있다. 이러한 행적으로 인해 2008년 민족문제연구소가 정리한 친일인명사전 수록예정자 명단의 미술 부문에 포함되었으나 수록되지는 않았다. 또한 친일반민족행위진상규명위원회의 친일반민족행위 조사 대상자 선정 심의 과정에서도 《일제강점하 반민족행위 진상규명에 관한 특별법》에 명시된 친일반민족행위가 미약하다고 판단하여 제외되었다.

## 학력
- 경기인천대부보통학교 졸업
- 경성제1고등보통학교 졸업

## 가족 관계
- 형: 현덕(玄德, 1909년 2월 15일~?, 본명 현경윤(玄敬允). 아동문학가, 소설가, 시인.)

## 인간 관계
- 연극연출가 겸 극작가 주영섭(朱永涉, 1912년 1월 11일~?)과 오랜 친구 관계를 맺었다.

## 같이 보기
- 현덕

## 참고 자료
- 김영순, 아동문학 선구자 현덕 - 생애와 업적 (동심넷 - 아동문학선구자기념관)
- 원종찬, 〈현덕 문학의 재조명 보관됨 2007-09-28 - 웨이백 머신〉, 1996.